# Gold Cup 1998
Navigation
États-Unis 1996 États-Unis 2000
La Gold Cup 1998 est un tournoi de football qui s'est tenu aux États-Unis, du 1er au 15 février 1998.

## Tour préliminaire
Les 2 places pour la zone Caraïbes sont réservées aux vainqueurs des éditions 1996 et 1997 de la Coupe caribéenne des nations. Comme Trinité-et-Tobago a remporté les 2 compétitions, un barrage a été organisé entre les 2 équipes battues en finale, Cuba et Saint-Christophe-et-Niévès.
| Équipe 1                   | Résultat | Équipe 2 |
| -------------------------- | -------- | -------- |
| Saint-Christophe-et-Niévès | 0-2      | Cuba     |

| 4 octobre 1997 | Saint-Christophe-et-Niévès | 0 – 2   | Cuba             | Warner Park, Basseterre, Saint-Christophe-et-Niévès |  |
|                |                            | (0 - 1) | 19e 90e Sebrango |                                                     |  |
|                | Rapport                    |         |                  |                                                     |  |

## Équipes participantes
Amérique du Nord, qualification d'office :
- États-Unis (pays organisateur)
- Mexique

Amérique centrale, qualification par le biais de la Coupe d'Amérique centrale 1997 :
- Costa Rica - vainqueur
- Guatemala - deuxième
- Salvador - troisième
- Honduras - quatrième

Caraïbes, qualification par le biais des Coupe de la Caraïbe 1996 et 1997 :
- Trinité-et-Tobago - double vainqueur en 1996 et 1997
- Cuba - vainqueur du barrage de la zone Caraïbes
- Jamaïque - troisième de la Coupe de la Caraïbe 1997 (remplace le Canada, forfait)

Invité :
- Brésil

## Les stades
La Gold Cup 1998 se joue dans 3 stades :
| Los Angeles       | Oakland                         | Miami             |
| ----------------- | ------------------------------- | ----------------- |
| Memorial Coliseum | Oakland-Alameda County Coliseum | Orange Bowl       |
| Capacité : 93 607 | Capacité : 63 026               | Capacité : 72 319 |
|                   |                                 |                   |

## Les arbitres
Les matchs de la compétition sont dirigés par des arbitres venant de plusieurs confédérations (celles autres que la CONCACAF sont indiquées entre parenthèses) :
- Rodrigo Badilla Sequeira
- Esfandiar Baharmast
- Arturo Brizio Carter
- Ali Bujsaim (AFC)
- Mourad Daami (CAF)
- Wilson de Souza Mendonça (CONMEBOL)
- Mohd Nazri Abdullah (AFC)
- Peter Prendergast
- Ramesh Ramdhan

## Premier tour

### Groupe A
| Classement final |           |     |   |   |   |   |    |    |      |
|                  | Équipe    | Pts | J | G | N | P | BP | BC | Diff |
| 1                | Jamaïque  | 7   | 3 | 2 | 1 | 0 | 5  | 2  | +3   |
| 2                | Brésil    | 5   | 3 | 1 | 2 | 0 | 5  | 1  | +4   |
| 3                | Guatemala | 2   | 3 | 0 | 2 | 1 | 3  | 4  | -1   |
| 4                | Salvador  | 1   | 3 | 0 | 1 | 2 | 0  | 6  | -6   |

| 1er février | Guatemala | 0 | 0 | Salvador  |
|             | Jamaïque  | 0 | 0 | Brésil    |
| 5 février   | Brésil    | 1 | 1 | Guatemala |
| 8 février   | Jamaïque  | 3 | 2 | Guatemala |
| 8 février   | Brésil    | 4 | 0 | Salvador  |
| 9 février   | Jamaïque  | 2 | 0 | Salvador  |

| 1er février 1998 | Salvador | 0 - 0 | Guatemala | Coliseum, Los Angeles                        |
|                  |          |       |           | Spectateurs : 26 391 Arbitrage : Ali Bujsaim |

| 1er février 1998 | Brésil | 0 - 0 | Jamaïque | Orange Bowl, Miami                                   |
|                  |        |       |          | Spectateurs : 43 754 Arbitrage : Esfandiar Baharmast |

| 5 février 1998            | Brésil             | 1 - 1 | Guatemala   | Orange Bowl, Miami                              |                                                 |
| Historique des rencontres | Romário 78e (pen.) |       | Plata 90+3e | Spectateurs : 17 842 Arbitrage : Ramesh Ramdhan | Spectateurs : 17 842 Arbitrage : Ramesh Ramdhan |

| 8 février 1998 | Jamaïque                     | 3 - 2 | Guatemala                       | Coliseum, Los Angeles                                 |                                                       |
|                | Hall 14e, 66e · Williams 55e |       | Plata 15e (pen.) · Westphal 83e | Spectateurs : 55 017 Arbitrage : Arturo Brizio Carter | Spectateurs : 55 017 Arbitrage : Arturo Brizio Carter |

| 8 février 1998 | Brésil                                    | 4 - 0 | Salvador | Coliseum, Los Angeles                            |                                                  |
|                | Edmundo 7e · Romário 19e · Élber 87e, 89e |       |          | Spectateurs : 55 027 Arbitrage : Rodrigo Badilla | Spectateurs : 55 027 Arbitrage : Rodrigo Badilla |

| 9 février 1998 | Jamaïque                | 2 - 0 | Salvador | Coliseum, Los Angeles                               |                                                     |
|                | Gayle 41e · Simpson 62e |       |          | Spectateurs : 5 791 Arbitrage : Mohd Nazri Abdullah | Spectateurs : 5 791 Arbitrage : Mohd Nazri Abdullah |

### Groupe B
|   | Équipe            | Pts | J | G | N | P | BP | BC | Diff |
| - | ----------------- | --- | - | - | - | - | -- | -- | ---- |
| 1 | Mexique           | 6   | 2 | 2 | 0 | 0 | 6  | 2  | +4   |
| 2 | Trinité-et-Tobago | 3   | 2 | 1 | 0 | 1 | 5  | 5  | 0    |
| 3 | Honduras          | 0   | 2 | 0 | 0 | 2 | 1  | 5  | -4   |

| 1er février | Trinité-et-Tobago | 3 | 1 | Honduras          |
| 4 février   | Mexique           | 4 | 2 | Trinité-et-Tobago |
| 7 février   | Mexique           | 2 | 0 | Honduras          |

| 1er février 1998 | Trinité-et-Tobago            | 3 - 1 | Honduras  | Oakland Coliseum, Oakland                          |                                                    |
|                  | Nixon 35e · S. John 39e, 70e |       | Pavón 66e | Spectateurs : 11 234 Arbitrage : Peter Prendergast | Spectateurs : 11 234 Arbitrage : Peter Prendergast |

| 4 février 1998 | Mexique                                         | 4 - 2 | Trinité-et-Tobago        | Oakland Coliseum, Oakland                                 |                                                           |
|                | Ramírez 37e · Hernández 63e, 82e · Palencia 65e |       | Marcelle 59e · Nixon 75e | Spectateurs : 17 256 Arbitrage : Wilson de Souza Mendonça | Spectateurs : 17 256 Arbitrage : Wilson de Souza Mendonça |

| 7 février 1998 | Mexique         | 2 - 0 | Honduras | Oakland Coliseum, Oakland                            |                                                      |
|                | Blanco 22e, 86e |       |          | Spectateurs : 36 240 Arbitrage : Esfandiar Baharmast | Spectateurs : 36 240 Arbitrage : Esfandiar Baharmast |

### Groupe C
|   | Équipe     | Pts | J | G | N | P | BP | BC | Diff |
| - | ---------- | --- | - | - | - | - | -- | -- | ---- |
| 1 | États-Unis | 6   | 2 | 2 | 0 | 0 | 5  | 1  | +4   |
| 2 | Costa Rica | 3   | 2 | 1 | 0 | 1 | 8  | 4  | +4   |
| 3 | Cuba       | 0   | 2 | 0 | 0 | 2 | 2  | 10 | -8   |

| 1er février | États-Unis | 3 | 0 | Cuba       |
| 4 février   | Costa Rica | 7 | 2 | Cuba       |
| 7 février   | États-Unis | 2 | 1 | Costa Rica |

| 1er février 1998 | États-Unis                                   | 3 - 0 | Cuba | Oakland Coliseum, Oakland                     |                                               |
|                  | Wegerle 55e · Wynalda 58e · Moore 76e (pen.) |       |      | Spectateurs : 11 234 Arbitrage : Mourad Daami | Spectateurs : 11 234 Arbitrage : Mourad Daami |

| 4 février 1998 | Costa Rica                                                            | 7 - 2 | Cuba                      | Oakland Coliseum, Oakland                             |                                                       |
|                | Berry 3e · Wanchope 21e, 32e, 64e, 78e · López 29e (pen.) · Myers 44e |       | Martén 50e · Sebrango 90e | Spectateurs : 17 256 Arbitrage : Arturo Brizio Carter | Spectateurs : 17 256 Arbitrage : Arturo Brizio Carter |

| 7 février 1998 | États-Unis          | 2 - 1 | Costa Rica | Oakland Coliseum, Oakland                            |                                                      |
|                | Pope 7e · Preki 78e |       | Oviedo 56e | Spectateurs : 36 240 Arbitrage : Mohd Nazri Abdullah | Spectateurs : 36 240 Arbitrage : Mohd Nazri Abdullah |

## Tableau final
|  | Demi-finales                  | Demi-finales                  |                        |      | Finale                        | Finale                        |
|  | Demi-finales                  | Demi-finales                  |                        |      | Finale                        | Finale                        |
|  |                               |                               |                        |      |                               |                               |
|  | 10 février 1998 / Los Angeles | 10 février 1998 / Los Angeles |                        |      | 15 février 1998 / Los Angeles | 15 février 1998 / Los Angeles |
|  | 10 février 1998 / Los Angeles | 10 février 1998 / Los Angeles |                        |      | 15 février 1998 / Los Angeles | 15 février 1998 / Los Angeles |
|  | États-Unis                    | 1                             |                        |      | 15 février 1998 / Los Angeles | 15 février 1998 / Los Angeles |
|  | États-Unis                    | 1                             |                        |      | 15 février 1998 / Los Angeles | 15 février 1998 / Los Angeles |
|  | Brésil                        | 0                             |                        |      | 15 février 1998 / Los Angeles | 15 février 1998 / Los Angeles |
|  | Brésil                        | 0                             | États-Unis             | 0    |                               |                               |
|  | 12 février 1998 / Los Angeles |                               | États-Unis             | 0    |                               |                               |
|  |                               | Mexique                       | 1                      |      |                               |                               |
|  | Mexique                       | Mexique                       | 1                      | 1 ap |                               |                               |
|  | Mexique                       |                               |                        | 1 ap |                               |                               |
|  | Jamaïque                      | 0                             |                        |      |                               |                               |
|  | Jamaïque                      | 0                             | Match pour la 3e place |      |                               |                               |
|  |                               |                               |                        |      |                               |                               |
|  | 15 février 1998 / Los Angeles |                               |                        |      |                               |                               |
|  |                               |                               |                        |      |                               |                               |
|  | Brésil                        | 1                             |                        |      |                               |                               |
|  | Brésil                        | 1                             |                        |      |                               |                               |
|  | Jamaïque                      | 0                             |                        |      |                               |                               |
|  | Jamaïque                      | 0                             |                        |      |                               |                               |

 = but en or

### Demi-finales
| 10 février 1998           | États-Unis | 1 - 0 | Brésil | Coliseum, Los Angeles                        |                                              |
| Historique des rencontres | Preki 65e  |       |        | Spectateurs : 12 298 Arbitrage : Ali Bujsaim | Spectateurs : 12 298 Arbitrage : Ali Bujsaim |

| 12 février 1998 | Mexique        | 1 - 0 a. p. · | Jamaïque | Coliseum, Los Angeles                            |                                                  |
|                 | Hernández 105e |               |          | Spectateurs : 45 507 Arbitrage : Rodrigo Badilla | Spectateurs : 45 507 Arbitrage : Rodrigo Badilla |

### Match pour la troisième place
| 15 février 1998 | Brésil      | 1 - 0 | Jamaïque | Coliseum, Los Angeles                        |                                              |
|                 | Romário 77e |       |          | Spectateurs : 91 255 Arbitrage : Ali Bujsaim | Spectateurs : 91 255 Arbitrage : Ali Bujsaim |

### Finale
| Entraîneur :    |
| Manuel Lapuente |

| Entraîneur :  |
| Steve Sampson |

| Entraîneur :    |
| Manuel Lapuente |

| Entraîneur :  |
| Steve Sampson |

## Récompenses

### Meilleurs buteurs
4 buts
- Luis Hernández
- Paulo Wanchope

3 buts
- Romário

### Meilleur joueur
Kasey Keller